# 수달생태로
 수달생태로(Sudalsaengtae-ro)는 전라남도 구례군 구례읍 에서 간전면 대평마을교차로 를 잇는 도로이다.

## 주요 경유지
전라남도
- 구례군 (구례읍 . 문척면 . 간전면)

## 노선
| 이름            | 접속 노선                     | 소재지 | 소재지 | 비고 |
| --------------- | ----------------------------- | ------ | ------ | ---- |
| (이름없음)      | 국도 제18호선 (구례로)        | 구례군 | 구례읍 |      |
| 문척 교차로     | 국도 제17호선 (산업로)        | 구례군 | 구례읍 |      |
| 문척교          |                               | 구례군 | 구례읍 |      |
|                 | 문척면                        | 구례군 |        |      |
| (이름없음)      | 구성길                        | 구례군 |        |      |
| 월평교          |                               | 구례군 |        |      |
| 오봉교          |                               | 구례군 |        |      |
| 간문교          |                               | 구례군 | 간전면 |      |
| 대평마을 교차로 | 지방도 제865호선 (간전중앙로) | 구례군 | 간전면 |      |

## 주요 시설및 건물
- 문척치안센터 (수달생태로 258/월전리 763-1)
- 문척초등학교 (수달생태로 270/월전리 286-1)
- 문척우체국 (수달생태로 271/월전리 314-1)
- 문척보건지소 (수달생태로 281/월전리 309)